# Tumbes (regio)
Tumbes (Aymara: Tumbes; Quechua: Tumpis) is de op een na kleinste regio van Peru, gelegen in het uiterste noorden van het land, aan de grens met Ecuador. De regio heeft een oppervlakte van 4669 km² en heeft 237.685 inwoners (2015). Tumbes grenst in het noorden en oosten aan Ecuador, in het zuiden aan de regio Piura en in het westen aan de Grote Oceaan. De hoofdstad is Tumbes.

## Bestuurlijke indeling
De regio is verdeeld in drie provincies, die weer zijn onderverdeeld in 13 districten. Achter elke provincie wordt de hoofdplaats genoemd.
| Nr. | Provincie             | Inwoners | Oppervlakte | UBIGEO | Districten | Hoofdplaats | Inwoners |
| --- | --------------------- | -------- | ----------- | ------ | ---------- | ----------- | -------- |
| 1   | Contralmirante Villar | 54.312   | 2.123 km²   | 2403   | 3          | Zorritos    | -        |
| 2   | Tumbes                | 166.150  | 1.800 km²   | 2401   | 6          | Tumbes      | 111.595  |
| 3   | Zarumilla             | 20.128   | 745 km²     | 2402   | 4          | Zarumilla   | -        |

| Detailkaart |
| ----------- |
|             |
| Provincies  |